# Lenguas mutuamente inteligibles

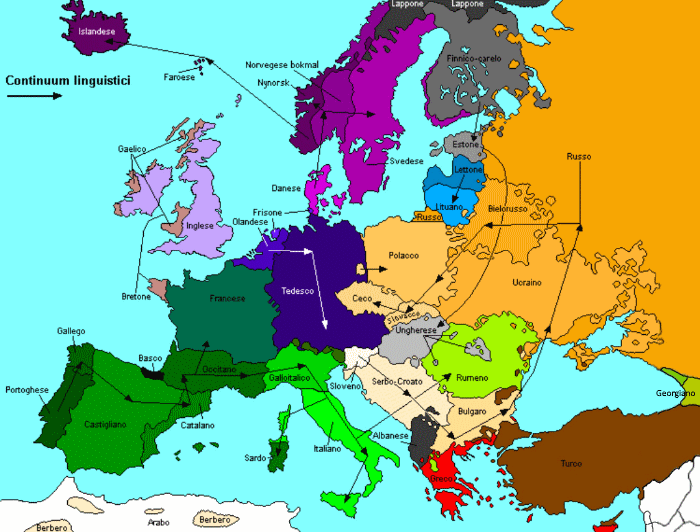
Los contínuum dialectales más importantes de Europa. Los colores parecidos indican lenguas que pertenecen al mismo contínuum dialectal. Las flechas indican las direcciones de continuidad.
----
Lenguas romances (Itálicas)
Lenguas germánicas occidentales (Germánicas)
Lenguas nórdicas (Germánicas)
Lenguas eslavas

Las lenguas mutuamente inteligibles son aquellas cuyos hablantes pueden entenderse entre sí, ya sea en su forma escrita o en la hablada, sin necesidad de tener estudios o conocimientos especiales de las otras lenguas; es decir, dos hablantes de variedades diferentes pueden comprenderse mutuamente sin haber aprendido previamente la variedad ajena. Se habla entonces de inteligibilidad mutua como una propiedad de esas variedades lingüísticas.
La inteligibilidad mutua existe entre muchas lenguas o variedades geográficamente cercanas y pertenecientes a la misma familia lingüística en el contexto de un continuo dialectal que son similares en gramática, vocabulario, pronunciación u otras características, a menudo es relativamente fácil para los hablantes respectivos lograr un cierto grado de intercomprensión.

## Definición
La inteligibilidad mutua es una propiedad de las variedades lingüísticas o dialectos por la cual dos hablantes de variedades diferentes pueden comprenderse mutuamente sin haber estudiado o aprendido previamente la variedad ajena. Realmente se trata de una propiedad no muy bien definida, siendo que la inteligibilidad es cuestión de grados y subjetividad, y también depende de varios otros factores, como el nivel educativo y cultural del hablante, la habilidad lingüística del individuo, etc. Debido a la gradualidad y subjetividad, y las dificultades de definir exactamente las diferencias entre dialectos y lenguas, no hay consenso sobre qué lenguas cumplen el criterio. 

### Dificultades con el concepto
Tradicionalmente se ha dicho que dos variedades dialectales mutuamente comprensibles en alto grado son dialectos de la misma lengua. Sin embargo, existen algunas dificultades:
1. No-transitividad. Dadas tres variedades A, B y C. Puede suceder que A y B sean mutuamente inteligibles en alto grado, y que B y C sean también mutuamente inteligibles en alto grado, y sin embargo, A y C sean prácticamente ininteligibles. Por ejemplo existe un alto grado de inteligibilidad mutua entre el castellano y el catalán, y entre el catalán y el occitano, sin embargo el castellano y el occitano son difícilmente entendibles entre sí.
2. Asimetría. En algunos casos se ha encontrado variedades A y B, tales que la comprensión de B por los hablantes de A, es muy diferente de la comprensión de A por los hablantes de B. Por ejemplo un hablante del portugués estándar europeo entiende perfectamente el castellano, sin embargo para un castellanohablante es un poco menos inteligible el portugués por las diferencias fonéticas y fonológicas respecto al español.

La primera de estas dificultades, pone en problemas la descripción tradicional de que una lengua históricamente es el conjunto de sus dialectos inteligibles entre sí. La situación se da por ejemplo en las lenguas esquimo-aleutianas donde cada dialecto es inteligible con los más cercanos, pero no con los más alejados aunque los dialectos intermedios pueden ser inteligibles con los dialectos de los extremos de una cadena geográfica de dialectos o complejo dialectal.
Las dificultades que ocasiona el criterio de inteligibilidad mutua pueden verse en la situación geopolítica de las lenguas europeas. De un lado el sueco y el noruego son mutuamente inteligibles aunque por factores sociopolíticos se considera que son idiomas diferentes. De otro lado varias de las variedades rurales etiquetadas como alemán son inteligibles para hablantes de variedades de neerlandés pero no para hablantes de otras variedades de alemán[cita requerida].
Por otra parte, hay numerosas lenguas entre las cuales, aunque estrictamente emparentadas entre sí, no existe ni la mínima inteligibilidad mutua. Por ejemplo el húngaro y finlandés pertenecen a la misma familia y al mismo grupo lingüísticos, sin embargo sólo una docena de palabras básicas es común en las dos lenguas, ni hablar de las diferencias morfológicas entre sí a pesar de ser ambas aglutinantes con armonía vocálica.

## Áreas lingüísticas
En términos lingüísticos, se habla de inteligibilidad mutua e intercomprensión entre distintas hablas. Del mismo modo, en términos geográficos, se denomina áreas lingüísticas a los territorios que comprenden diferentes lenguas o dialectos que comparten ambas definiciones lingüísticas, según el nivel de intercomprensión que presentan. En el caso de territorios que incluyen variantes del mismo idioma (variedades dialectales que no llegan a constituir lenguas distintas), dichas áreas se denominan Sprachraum (lit. ‘espacio de habla’); mientras que en el caso de lenguas distintas con cierto nivel de inteligibilidad mutua, o cuando comparten sistemas gramaticales, fonéticos y/o sintácticos que les confieren cierta semejanza, dichas áreas se denominan Sprachbund (lit. ‘unión de hablas’).

## Listas de lenguas mutuamente inteligibles

### Inteligibles en escritura y pronunciación

#### Indoeuropeas
- Germánicas
  - Afrikáans y neerlandés - son variedades lejanas derivadas de la misma lengua, el neerlandés medio. Parcialmente inteligibles[3]
  - Alemán y luxemburgués.
  - Alemán y yidis - verbal, pero parcialmente inteligibles (el primero emplea el alfabeto latino, el segundo emplea el alfabeto hebreo).
  - Neerlandés, limburgués y bajo alemán - Son parcialmente inteligibles en las modalidades verbal y escrita.[4]
  - Danés, noruego, sueco y dalecarliano - estos cuatro idiomas se consideran prácticamente comprensibles.[3] El danés escrito y el noruego bokmål forman un continuo lingüístico, pero la fonología y prosodia de ambos son muy distintas. Mientras tanto, el islandés y el feroés, aunque también pertenecen al germánico septentrional (y derivado directamente del nórdico antiguo occidental) guardan diferencias muy notables con las restantes lenguas nórdicas debido a su poca evolución lingüística.
  - Islandés y feroés - por escrito son altamente inteligibles, sin embargo la pronunciación es distinta llegando a ser parcialmente inteligibles en la oralidad.[5]
  - Inglés y escocés - ambos derivan del inglés antiguo.

- Eslavas
  - Bielorruso, ruso, ucraniano y rusino. De estas variedades el bielorruso, ucraniano y rusino son altamente inteligibles, ambos derivados del antiguo ruteno, mientras que la inteligibilidad con el ruso es un poco más baja. También son parcialmente inteligibles con el polaco en la forma hablada. Los cuatro primeros se escriben en alfabeto cirílico y el polaco en alfabeto latino.[6]
  - Croata, bosnio, serbio y montenegrino pueden clasificarse como un único idioma, que sería el serbocroata, que forma además parte del grupo eslavo meridional y es altamente inteligible con el macedonio y, en menor medida, con el esloveno y el búlgaro, habiendo con estos diferencias más considerables.
  - Búlgaro y macedonio - Son altamente inteligibles entre sí; el búlgaro es parcialmente inteligible con el serbocroata y el esloveno, mientras la inteligibilidad del macedonio con el serbocroata aumenta considerablemente.
  - Polaco, eslovaco, checo, silesio, casubio, moravo y sorabo conforman el grupo eslavo occidental. Todas se escriben con el alfabeto latino contrastando con las lenguas eslavas orientales. El silesio, el casubio y el moravo son considerados a menudo como dialectos del polaco, el checo y el eslovaco. El checo y el eslovaco son casi del todo mutuamente inteligibles; la inteligibilidad de ambas con el polaco, por el contrario, sólo es parcial.

- Romances
  - Francés y lenguas de oïl como por ejemplo el valón o el normando.[7]
  - Catalán y occitano - Catalán y occitano son altamente inteligibles en la forma escrita pero la pronunciación de los dos es diferente. La inteligibilidad varía dependiendo de los distintos dialectos occitanos. También son variedades lejanas de la misma lengua. Por ello se dice que forman un diasistema, el occitano-románico.
  - Portugués y gallego - ambas derivan de un mismo idioma, el galaico-portugués, siendo las diferencias más de pronunciación que léxica o gramatical. Se suelen definir como lenguas separadas, a pesar de que algunos dicen que son dialectos o un diasistema. Según los datos de Ethnologue, existe un grado de inteligibilidad del 95% entre gallego y portugués.[8] Sin embargo, la inteligibilidad es asimétrica, siendo que para los gallegos es mucho más difícil entender el portugués, sobre todo las variantes del centro-sur.
  - Español y portugués, ambas se entienden muy bien por escrito. No obstante, la comprensión oral es más complicada al tener el portugués un complejo sistema fonético. La inteligibilidad en sí varía dependiendo de los dialectos.[9]
  - Español, portugués e italiano estándar - Son inteligibles entre sí en buena medida por la grafía, el italiano se aleja un poco en este aspecto por su uso de palabras pero se acerca más al español por la pronunciación.[10]
  - Español, asturleonés, aragonés, catalán, gallego y portugués. Son inteligibles entre sí por su escritura y pronunciación. El español, aragonés, gallego y las variedades del asturleonés tienen una pronunciación similar y por lo tanto son altamente inteligibles aunque sí usan palabras técnicas diferentes. La inteligibilidad del portugués y catalán con respecto a estas últimas a menudo asimétrica, ya que los hablantes de catalán suelen comprender a los hablantes de aragonés y gallego, y los de portugués a los de asturleonés y gallego y, en el caso de los catalanes, también a los de español por ser bilingües. Entre portugués y catalán hay cierta compresibilidad que sin embargo se limita a algunos casos.[11][12]
  - Español y judeoespañol - el judeoespañol o ladino es la lengua derivada del español que han usado los descendientes de los judíos expulsados de la Corona de Castilla en 1492. En realidad este último es una forma arcaica del castellano, pero escrito en alfabeto hebreo.
  - Francés, francoprovenzal, occitano y piemontés - Todos comparten algunos sonidos vocálicos y palabras similares además de tener la vocal (y) en la letra u.[13]
  - Lombardo, piemontés, emiliano-romañol, ligur y véneto - Conforman el grupo de lenguas galoitálicas y son en cierta medida mutuamente inteligibles, distanciándose sin embargo el ligur considerablemente. También son parcialmente inteligibles con las lenguas italorromances (incluido el italiano estándar) y las lenguas retorromances.[14]
  - Italiano estándar, corso, romanesco, siciliano y napolitano - Conforman el grupo de lenguas italorromances y son en buena o cierta medida inteligibles, con distinciones. También son parcialmente inteligibles con las lenguas del norte de Italia (especialmente con el véneto)[10][13]
  - Romanche, ladino y friulano - Conforman el grupo de lenguas retorromances y a su vez son parcialmente inteligibles con otras lenguas romances del norte de Italia especialmente con las lenguas galoitálicas.[14]
  - Rumano, arrumano, meglenorrumano e istrorrumano - Constituyen el grupo de lenguas balcorrumanas y son mutuamente inteligibles que estas últimas variedades anteriormente fueron consideradas dialectos del rumano, pero nunca han sido clasificados como dialectos de este último idioma.[10]
  - Moldavo y rumano - por cuestiones políticas son considerados idiomas diferentes, pero la realidad es que son idénticos, el moldavo y el rumano se escriben con el alfabeto latino, solo en Transnistria el moldavo se escribe únicamente con el alfabeto círilico. En 2013 la Corte Constitucional de Moldavia interpretó que el idioma oficial del país es el rumano.
  - Interlingua, lingua franca nova y diversas lenguas romances. Los dos primeros son lenguas artificiales cuyo vocabulario se tomó principalmente de las lenguas romances y el latín, los que hace que sean mutuamente inteligibles con diversas lenguas romances, aunque también existe ciertos vocablos tomados de otras lenguas indoeuropeas, pero su presencia es menor. Una diferencia grande de interlingua y la lingua franca nova con respecto a las lenguas romances, es la gramática simplificada, basada en las de otras lenguas no romances o incluso no indoeuropeas.

- Lenguas celtas
  - Irlandés y gaélico escocés, parcialmente.
  - Galés, bretón y córnico, parcialmente.

- Indo-iranias
  - Maratí y konkani.
  - Panyabí, hindi, urdu, guyaratí, seraiki - en el caso del urdu e hindi son el mismo idioma escritos con alfabetos distintos (el arábigo urdu para el primero y el devanagari para el segundo), además usan palabras técnicas diferentes.
  - Persa, dari, tayiko y bukhori (judeo-bukhari-persia) - lingüísticamente hablando son variantes de la primera lengua, distinguidas por cuestiones político-culturales.

#### Austronesias
- Samoano, tongano, tuvaluano y tokelauano.
- Cebuano, samareño, hiligainón y otras lenguas bisayas.
- Filipino y tagalo, el primero puede ser considerado un dialecto del tagalo.
- Malayo e indonesio, lingüísticamente hablando son dos variantes de una misma lengua, distinguidas por cuestiones político-culturales.
- Malayo-indonesio y otras lenguas maláyicas como el minangkabau.

#### Tai-Kadai
- Tailandés, laosiano, tai lü y shan.
- zhuang y bouyei.

#### Túrquicas
- Turco, azerí, turcomano, gagaúzo, tártaro crimeneano, urum y salar.
  - qashqai y khalaj.
- Kazajo, kirguís, altái, nogayo y karakapalpako.
- Uzbeko y uigur.[15]

#### Fino-ugrias
- Finés, estonio, carelio, võro, meänkieli, ingrio, kven y vepsio - salvo diferencias gramaticales, su inteligibilidad mutua lleva como mínimo porcentajes entre el 70% y el 90%.

#### Caucásicas septentrionales
- Ingusetio y checheno

#### Tunguses
- Xibe y manchú

#### Bantúes
- Zulú, xhosa y suazi.
- Bukusu y masaaba
- Kiñaruanda y kirundi

#### Sino-tibetanas
- Dungano y chino mandarín - el primero parece ser una variante del chino mandarín escrito en alfabeto cirílico.
- Akha, honi y hani.

## Lista de idiomas relacionados pero no inteligibles
Aquí presentamos unas lenguas que no son inteligibles a pesar de pertenecer a las mismas familias o grupos de lenguas:
Lenguas germánicas
- El islandés y feroés con respecto al resto de lenguas nórdicas (noruego, sueco, danés y dalecarliano).
- El alto alemán con el bajo alemán.
- Varias lenguas germánicas no son mutuamente inteligibles cuando no pertenecen al mismo grupo lingüístico.[16]
- El inglés con respecto al resto de lenguas germánicas. Pese a su marcada influencia escandinava (apreciable principalmente en la gramática actual del inglés y en algunas palabras tomadas del danés y el noruego) y sus orígenes bajogermánicos, no presenta inteligibilidad alta con la mayoría de lenguas germánicas, debido a los préstamos obtenidos de lenguas romances (francés, principalmente) y celtas.
- Las lenguas frisonas no son mutuamente inteligibles o tienen una inteligibilidad muy baja.

Lenguas romances
- El rumano y las demás lenguas balcorrumanas con respecto al resto de las lenguas romances. Estas últimas debido al gran número de préstamos eslavos y húngaros usados en el habla diaria, a los cuales corresponden palabras latinas en las demás lenguas romances (p. ej., a trăi = 'vivir', a citi = 'leer', mereu = 'siempre', a gândi = 'pensar'; o bien palabras latinas arcaicas o con un significado muy diferente al de otras lenguas romances: a şti = saber, a merge = 'ir' etc.)
- Varias lenguas romances tampoco son mutuamente inteligibles o tienen una inteligibilidad muy baja cuando no pertenecen al mismo grupo lingüístico.

Otras lenguas indoeuropeas
- Letón y lituano (conforman el grupo de lenguas bálticas).
- Todas las variedades de griego como el griego estándar, griego chipriota, griego póntico, grecocalabrés y griego tsakonio no son mutuamente inteligibles entre sí o tienen una inteligibilidad muy baja.

Lenguas semitas
- El árabe magrebí y las variantes mashrequíes, en su forma hablada.
- El maltés no es inteligible con el árabe.
- Las lenguas arameas no son mutuamente inteligibles entre sí.[17]
- Las variedades del kurdo no son mutuamente inteligibles a pesar de que sean considerados dialectos.[18]

Lenguas asiáticas
- Muchas variedades de chino como el chino mandarín y chino cantonés no son mutuamente inteligibles (principalmente en forma hablada) a pesar de que se les consideren dialectos de un único idioma chino.
- Las lenguas ryukyuenses no son mutuamente inteligibles con el japonés a pesar de que a veces se les consideren dialectos de este idioma.

Lenguas urálicas
- La mayoría de estas lenguas, a pesar de ser emparentadas, no se comprenden entre sí (sobre todo el húngaro con el resto de la familia), con la excepción de algunas, muy pocas palabras como agua, mano, qué, etc.